# حراد (سيئون)
'

تعديل مصدري - تعديل

حراد هي إحدى قرى عزلة سيئون بمديرية سيئون التابعة لمحافظة حضرموت، بلغ تعداد سكانها 940 نسمة حسب تعداد اليمن لعام 2004.